# Extraliga (pallavolo maschile, Slovacchia)
La Extraliga è la massima serie del campionato slovacco di pallavolo maschile: al torneo partecipano otto squadre di club slovacche e la squadra vincitrice si fregia del titolo di campione di Slovacchia.

## Albo d'oro
| Anno             | Podio             | Podio             | Podio             |
| Campione         | Seconda           | Terza             |                   |
| ---------------- | ----------------- | ----------------- | ----------------- |
| 1992-93 Dettagli | VKP Bratislava    | -                 | -                 |
| 1993-94 Dettagli | VKP Bratislava    | -                 | -                 |
| 1994-95 Dettagli | VKP Bratislava    | -                 | -                 |
| 1995-96 Dettagli | VKP Bratislava    | -                 | -                 |
| 1996-97 Dettagli | VKP Bratislava    | -                 | -                 |
| 1997-98 Dettagli | VKP Bratislava    | -                 | -                 |
| 1998-99 Dettagli | VKP Bratislava    | -                 | -                 |
| 1999-00 Dettagli | Púchov            | -                 | -                 |
| 2000-01 Dettagli | Petrochema Dubová | -                 | -                 |
| 2001-02 Dettagli | Púchov            | Petrochema Dubová | VKP Bratislava    |
| 2002-03 Dettagli | Púchov            | VKP Bratislava    | Petrochema Dubová |
| 2003-04 Dettagli | VKP Bratislava    | Púchov            | Prešov            |
| 2004-05 Dettagli | Prešov            | VKP Bratislava    | Nové Mesto        |
| 2005-06 Dettagli | VKP Bratislava    | Chemes Humenné    | Nové Mesto        |
| 2006-07 Dettagli | Nové Mesto        | VKP Bratislava    | Chemes Humenné    |
| 2007-08 Dettagli | Chemes Humenné    | Nové Mesto        | VKP Bratislava    |
| 2008-09 Dettagli | VKP Bratislava    | Chemes Humenné    | Nové Mesto        |
| 2009-10 Dettagli | Chemes Humenné    | Prešov            | VKP Bratislava    |
| 2010-11 Dettagli | VKP Bratislava    | Chemes Humenné    | Slávia Svidník    |
| 2011-12 Dettagli | Chemes Humenné    | Team Bratislava   | VKP Bratislava    |
| 2012-13 Dettagli | Team Bratislava   | Chemes Humenné    | Slávia Svidník    |
| 2013-14 Dettagli | Chemes Humenné    | Slávia Svidník    | Spartak Myjava    |
| 2014-15 Dettagli | Prešov            | Spartak Komárno   | Prievidza         |
| 2015-16 Dettagli | Nitra             | Prešov            | Košice            |
| 2016-17 Dettagli | VKP Nitra         | Prievidza         | Prešov            |
| 2017-18 Dettagli | Prievidza         | VKP Nitra         | Slávia Svidník    |
| 2018-19 Dettagli | Prievidza         | Košice            | VKP Nitra         |
| 2019-20 Dettagli | Non assegnato     | Non assegnato     | Non assegnato     |
| 2020-21 Dettagli | Spartak Komárno   | Spartak Myjava    | Prešov            |
| 2021-22 Dettagli | Spartak Komárno   | Prešov            | Spartak Myjava    |
| 2022-23 Dettagli | VKP Bratislava    | Prešov            | Spartak Myjava    |
| 2023-24 Dettagli | Spartak Komárno   | VKP Bratislava    | Spartak Myjava    |

## Palmarès
| Squadra           | Titolo | Stagione                                                                                                   |
| ----------------- | ------ | --- |
| VKP Bratislava    | 12     | 1992-93, 1993-94, 1994-95, 1995-96, 1996-97, 1997-98, 1998-99, 2003-04, 2005-06, 2008-09, 2010-11, 2022-23 |
| Chemes Humenné    | 4      | 2007-08, 2009-10, 2011-12, 2013-14                                                                         |
| Púchov            | 3      | 1999-00, 2001-02, 2002-03                                                                                  |
| Spartak Komárno   | 3      | 2020-21, 2021-22, 2023-24                                                                                  |
| Prešov            | 2      | 2004-05, 2014-15                                                                                           |
| VKP Nitra         | 2      | 2015-16, 2016-17                                                                                           |
| Prievidza         | 2      | 2017-18, 2018-19                                                                                           |
| Petrochema Dubová | 1      | 2000-01 |
| Nové Mesto        | 1      | 2006-07 |
| Team Bratislava   | 1      | 2012-13 |